# Katherine Oppenheimer
Katherine Oppenheimer (couramment appelée Kitty Oppenheimer) est une biologiste et botaniste germano-américaine, née le 8 août 1910 à Recklinghausen (Allemagne) et morte le 27 octobre 1972 à Ancón (Panama).
Elle est principalement connue pour avoir été la compagne de l'activiste communiste Joe Dallet (en), puis l'épouse du physicien et directeur scientifique du projet Manhattan, Robert Oppenheimer.

## Biographie
Katherine Oppenheimer naît sous le nom d'état civil de Katherine Vissering Puenning en 1910 en Allemagne.
Ses parents émigrent aux États-Unis en 1914 : elle débarque avec eux à New York le 14 mai à bord du SS Kaiser Wilhelm Der Grosse.
De 1934 à 1936, elle est la compagne de l'activiste communiste Joe Dallet (en), mort pendant la guerre d'Espagne en 1937, avant qu'elle n'ait pu l'y rejoindre : elle est membre du parti communiste américain à partir de 1934 et le quitte en 1938.
En 1938, elle épouse le médecin Richard Stewart-Harrison puis, deux ans plus tard, le physicien Robert Oppenheimer, avec qui elle a deux enfants, Peter né le 12 mai 1941 et une fille, née le 7 décembre 1944, également nommée Katherine mais couramment appelée Toni. Alors que son mari dirige le laboratoire de Los Alamos, elle travaille avec le docteur Louis Hempelmann (en), pour évaluer les effets des radiations sur le sang.
Son mari disparaît en 1967 et elle disperse ses cendres en mer près de leur lieu de villégiature dans les îles Vierges, au large de Gibney Beach où ils avaient acquis une plage et fait construire une maison.
Ayant été sujette à l'alcoolisme et au tabagisme, elle meurt d'une embolie pulmonaire le 27 octobre 1972 au Gorgas Hospital d'Ancón au Panama, à l'occasion d'une croisière touristique en compagnie du physicien Robert Serber, avec qui elle vivait depuis la disparition de leurs conjoints respectifs. Ses cendres sont dispersées par Serber et Toni Oppenheimer près de l'endroit où celles de Robert Oppenheimer l'avaient été.

## Dans la culture
Katherine Oppenheimer apparaît dans les films ou téléfilms suivants et son rôle est tenu par les actrices :
- Jana Shelden dans Oppenheimer, série diffusée en 1980 ;
- Bonnie Bedella dans Les Maîtres de l'ombre, sorti en 1989 ;
- Anne Twomey (en) dans Day One, téléfilm diffusé en 1989 ;
- Emily Blunt dans Oppenheimer, sorti en 2023.